# Ocotea arnottiana
Ocotea arnottiana là loài thực vật có hoa trong họ Nguyệt quế. Loài này được (Nees) van der Werff miêu tả khoa học đầu tiên năm 1989.